# Eupithecia endotherma
Eupithecia endotherma es una especie de polilla de la familia Geometridae. La especie fue descrita por primera vez por Harrison Gray Dyar habiendo sido descrita en 1920, con distribución en México.